# NGC 194
NGC 194 је елиптична галаксија у сазвежђу Рибе која се налази на NGC листи објеката дубоког неба.
Деклинација објекта је + 3° 2' 15" а ректасцензија 0h 39m 18,3s. Привидна величина (магнитуда) објекта NGC 194 износи 12,2 а фотографска магнитуда 13,2. Налази се на удаљености од 50,325 милиона парсека од Сунца. NGC 194 је још познат и под ознакама UGC 407, MCG 0-2-105, CGCG 383-54, PGC 2362.